# Алимов, Шавкат Арифджанович
Шавкат Арифджанович Алимов (род. 2 марта 1945, Нукус, Узбекская ССР) — советский и узбекский математик, государственный деятель (министр высшего и среднего специального образования Республики Узбекистан), дипломат. Доктор физико-математических наук (1973), профессор (1974). Академик АН РУз (2000). Работал в области математической физики и функционального анализа.

## Биография
Родился в Узбекистане в г. Нукус, в семье А. А. Алимова. Учился в ташкентской школе с 1952 года. В 1962 году окончил ташкентскую школу № 88, получив золотую медаль. Продолжил образование на физический факультет Московского государственного университета им. М. В. Ломоносова по кафедре математики. В  1968 году, получив диплом с отличием, окончил Университет и поступил в в аспирантуру на этой же кафедре.  Научным руководителем во время его обучения (с 1968 по 1970 год) был профессор В. А. Ильин.
Кандидат физико-математических наук (1970, ИПМ АН СССР), доктор физико-математических наук (1973, МГУ).
С мая 1970 года работал на открывшемся в марте этого же года факультете ВМК МГУ им. М. В. Ломоносова, с 1974 года по 1984 год — профессор кафедры общей математики этого факультета. С 1984 года — член-корреспондент АН Узбекской ССР.
В сентябре 1984 года перешел на работу в Ташкентский государственный университет в должности профессора.
С 1985 по 1987 год работал ректором Самаркандского государственного университета, с 1987 по 1989 год — ректором Ташкентского государственного университета.
В 1978—1984 годах являлся ученым секретарем комиссии по школьным учебникам и учебным программам Отделения математики Академии наук СССР, которую возглавлял академик А. Н. Тихонов, был одним из авторов учебников алгебры и начал анализа для средней школы, публиковавшихся издательством «Просвещение» с 1979 по 2019 гг.
С 1990 по 1992 год был министром высшего и среднего специального образования Республики Узбекистан. С 1994 по 1995 год — заместитель министра иностранных дел. С 1995 по 1998 годы — чрезвычайным и полномочный посол Республики Узбекистан в Китайской Народной Республике.
С сентября 2000 года по июнь 2001 года работал исследователем (Visiting Researcher) в Калифорнийском технологическом институте (Caltech), США.
С 2012 года по 2017 года возглавлял лабораторию математического моделирования Малайзийского института микроэлектронных систем (MIMOS) в технопарке Куала-Лумпура, являясь одновременно главным ученым (Chief Scientist) этого института.

## Научная деятельность
Автор более 150 научных и учебно-методических публикаций .
Основная область научных интересов Ш. А. Алимова относится к спектральной теории дифференциальных уравнений с частными производными и с теорией краевых задач для уравнений математической физики, которые в значительной степени продолжают темы исследований его научного руководителя академика В. А. Ильина.
В 70-е годы Ш. А. Алимов занимался исследованием вопросов сходимости и суммируемости спектральных разложений, связанных с эллиптическими операторами произвольного порядка с гладкими коэффициентами .
Помимо этого, Ш. А. Алимова заинтересовала тема, предложенная А. В. Бицадзе. И он исследовал вырождающиеся краевые задача с наклонной производной для эллиптических уравнений второго порядка. В числе прочего ему удалось обнаружить точный порядок потери гладкости решения в зависимости от степени вырождения векторного поля, определяющего граничные условия .
Позднее он занялся темой, посвящённой проблеме граничного управления процессом теплообмена. В результате ему удалось определить условия, которые позволяют получать заданную температуру в ограниченном объеме, и дать оценку минимально необходимого для этого времени в зависимости от мощности и расположения источников тепла или холода .
Обнаружение и распространение по миру COVID-19 привело Ш. А. Алимова к исследованиям, посвящённым совершенствованию математических моделей процесса распространения пандемии .

## Награды и звания
- 1973 — Премия Ленинского комсомола за исследования по спектральной теории уравнений математической физики.
- 1985 — Государственная премия Узбекской ССР имени Бируни.
- 2019 — Орден «Мехнат шухрати».